# Luca Vandi
Luca Vandi (21 giugno 1962) è un ex mezzofondista italiano.

## Biografia
Sua figlia Eleonora Vandi è a sua volta una mezzofondista, mentre l'altra figlia Elisabetta è una velocista.

## Palmarès
| Anno | Manifestazione | Sede   | Evento       | Risultato | Prestazione | Note |
| ---- | -------------- | ------ | ------------ | --------- | ----------- | ---- |
| 1987 | Europei indoor | Liévin | 1500 m piani | 7º        | 3'48"31     |      |

## Campionati nazionali
1985
- Bronzo ai campionati italiani assoluti, 1500 m piani - 3'40"00

1987
- Oro ai campionati italiani assoluti indoor, 1500 m piani - 3'44"39

1988
- Argento ai campionati italiani assoluti, 1500 m piani - 3'46"26
- Oro ai campionati italiani assoluti indoor, 1500 m piani - 3'48"15

## Altre competizioni internazionali
1984
- 5º al Golden Gala ( Roma), 800 m piani - 1'48"70

1987
- 11º al Golden Gala ( Roma), 1500 m piani - 3'40"24

1988
- 10º al Golden Gala ( Verona), 1500 m piani - 3'40"60

1989
- 9º al Golden Gala ( Pescara), 1500 m piani - 3'41"29
- 7º agli FBK Games ( Hengelo), 1500 m piani - 3'39"45

1990
- 8º al Golden Gala ( Bologna), 1500 m piani - 3'39"57